# Enhydrusini
Enhydrini là một tông bọ cánh cứng trong họ Gyrinidae. Tông này được Régimbart miêu tả khoa học năm 1882.

## Phân tông
Tông này gồm các phân tông và chi sau:
- Dineutina Desmarest, 1851
  - Dineutus MacLeay, 1828
- Enhydrina Régimbart, 1882
  - Andogyrus Ochs, 1924
  - Enhydrus Laporte de Castelnau, 1834
  - Macrogyrus Régimbart, 1883